# Paul Barresi
Paul Barresi (1949) é um ator pornográfico americano, diretor de cinema e personalidade da mídia.

## Início da Vida e Carreira Militar
Nascido em Lynn, Massachusetts, quando Barresi tinha 12 anos, sua família se mudou para Annapolis, Maryland, para o trabalho de seu pai na Academia Naval dos Estados Unidos. Barresi recebeu uma bolsa de estudos de luta livre para a Universidade de Maryland, mas optou por se alistar na Força Aérea dos Estados Unidos durante o auge da Guerra do Vietnã. Barresi serviu em bases nos Estados Unidos e nas Filipinas, e foi dispensado honrosamente como sargento em 1971 depois de completar sua turnê na Base Aérea de March. Ao retornar à vida civil, ele logo começou a trabalhar como instrutor de fitness em uma academia nas proximidades de Riverside, Califórnia.

## Trabalho em Modelagem, Teatro e Cinema
Ele recebeu um pequeno papel como o barman no filme Festa Selvagem (Full Cast & Crew) de 1975 Em março de 1974, Barresi foi destaque na revista Playgirl com Cassandra Peterson. No ano seguinte, ele foi selecionado pela Rip Colt como um dos primeiros modelos da Colt e apareceu na capa de novembro de 1975 da Mandate. Em dezembro de 1978, Barresi foi o primeiro homem a aparecer na capa da Hustler. A modelagem impressa levou a dezenas de ofertas para estrelar filmes adultos. A construção musculosa natural de Barresi e a personalidade única no filme o tornaram um dos ícones de filmes adultos mais bem pagos e mais procurados dos anos 70, estrelando clássicos do cinema adulto, incluindo Co-ed Fever, Bad Girls II, All American Girls II e Secret of Stage Cinco.
Barresi escreveu, produziu e dirigiu filmes adultos. Em 1992, Barresi, usando o nome "Joe Hammer", ganhou o Gay Video Guide Award na categoria Best Specialty Release para o vídeo fetiche Razor Close. Barresi ganhou uma indicação ao GayVN Awards de 2003 para "Melhor Performance Não Sexual - Gay ou Bi" por Long Strokes. Barresi também ganhou o prêmio GayVN de 2007 e o Grabby Award de 2007 por "Melhor Performance Não Sexual" por seu trabalho em Velvet Mafia (partes 1 e 2). E em 2008, Barresi foi introduzido no GayVN Hall of Fame. Barresi e foi particularmente conhecido por seus temas militares; O Adult Video News disse que os esforços de direção de Barresi o tornam "indiscutivelmente o rei dos vídeos com temas militares".
Barresi excursionou em um conjunto de ações de verão de 1980 de cenas de peças de Neil Simon, encabeçadas por Paul Lynde. Ele teve vários papéis em projetos de cinema e televisão mainstream, incluindo Perfect, Combustão Espontânea, JAG e Mistérios do Padre Dowling. Barresi disse ao Entertainment Tonight sobre a dificuldade de passar para o filme mainstream: "Ninguém realmente leva um ator pornô a sério... e ninguém realmente respeita um ator pornô."